# Bobot
Ne doit pas être confondu avec Pierre Bobot.
Bobot (hongrois : Bobót) est un village de Slovaquie situé dans la région de Trenčín.

## Histoire
La première mention écrite du village date de 1332.

## Démographie

### Évolution de la population
| Année:               | 1994. | 2004.   | 2014.   | 2024.   |
| -------------------- | ----- | ------- | ------- | ------- |
| Nombre de personnes: | 771   | 725     | 757     | 719     |
| Différence:          |       | -5,96 % | +4,41 % | -5,01 % |

| Année:               | 2023. | 2024.   |
| -------------------- | ----- | ------- |
| Nombre de personnes: | 728   | 719     |
| Différence:          |       | -1,23 % |